# 曹文虎
曹文虎（1954年9月—），男，陕西人，中华人民共和国政治人物，曾任青海省发展和改革委员会主任、党组书记，青海省人大常委会副主任。